# Georges Botto
Georges Botto (Nice, 24 décembre 1895 - Paris 14e, 13 février 1950) était un journaliste français, rédacteur de l'Agence Havas, puis de Radio-Paris sous l'Occupation.

## Histoire
Capitaine de réserve de l'armée française, croix de guerre et Légion d'honneur Georges Botto est devenu reporter de guerre de l'Agence Havas. Sur le front de la Guerre d'Espagne, il a pris la succession de l'envoyé spécial Henri Malet-Dauban, arrivé le 21 décembre 1936 et arrêté par les troupes de Franco dès janvier, pour une accusation d'espionnage. Henri Malet-Dauban est par ailleurs attaqué dans l'Humanité du 18 février 1937 pour avoir écrit dans les journaux catholiques et avoir été secrétaire de Primo de Rivera, futur ministre de la justice de Franco.
Botto arriva le 12 février 1937 à Avila, où un autre envoyé spécial d'Havas, Jean d'Hospital avait installé les bureaux de l'Agence. Ce dernier reçoit le 12 mars une lettre d'Havas lui indiquant que des journaux clients se sont plaints de recevoir trop de nouvelles venant des républicains et pas assez émanant des rangs de Franco. Henri Malet-Dauban est ensuite libéré lors d'un échange de prisonniers, mais Havas ne parvient pas à le remplacer et Georges Botto se retrouve le seul journaliste d'Havas dans la partie du pays occupée par les franquistes.
Il subit alors des pressions importantes après le bombardement de Guernica. Revenu à Vittoria après avoir visité Guernica, il est contraint d'envoyer la Dépêche Havas de Guernica, niant la réalité du bombardement. Il était arrivé dans la ville trois jours après les faits, en même temps que l'armée franquiste, avec le capitaine Aguilera et les autres correspondants, parmi lesquels celui du quotidien Le Journal, pour qui les militaires font une "visite organisée". Le texte de sa dépêche se termine par ces mots : "Diffuser largement cette dépêche" ce qui signifie selon les historiens que cette formule inhabituelle pouvait être un code laissant entendre qu'elle a été rédigée sous la menace.
De Hendaye, le 19 juin 1937, Georges Botto câbla à Paris pour dire que sur le front de Biscaye, l'agence américaine United Press avait quatre correspondants, et demandant à disposer de plus de moyens. Le 21 juin il reçoit en fin le renfort de Jacques Barré, directeur du bureau Havas de Rome. Ensuite, il reçoit les félicitations du journal L'Action française, puis est accusé de mégalomanie et d'avoir perdu sa crédibilité par Havas. Il tombe malade, ce qui amène Havas à le rapatrier.
Sous l'occupation, en août 1942, il devient l'un des collaborateurs de Radio-Paris, accrédité auprès du CGQJ au côté de Jean-Henri Azéma, un ancien de l'Action française. Il rédige la critique militaire, lue au micro par l'acteur Maurice Rémy, puis devient directeur administratif du radio-journal de Paris en 1942, lorsque Jean Hérold-Paquis le remplace à son poste de journaliste et de speaker. Ce dernier le citera dans ses mémoires en date du 16 août 1944. Il mourut en 1950 et fut enterré au cimetière d'Auteuil.